# Chanel
Chanel är ett franskt modehus som grundades 1910 av Gabrielle Bonheur "Coco" Chanel.
Coco Chanel började sin karriär med att driva en framgångsrik hattaffär. I en tid då hattarna var extravaganta och överdådiga, blev kontrasten stor när Coco lanserade sina små enkla hattar utan en massa detaljer. Hon var också den som skapade den "sportiga" looken för kvinnan och gjorde också så att det ansågs snyggt att vara solbränd. Coco Chanel gjorde också tyget tweed populärt genom att skapa den klassiska chaneldräkten, en knälång kjol med kavaj till. Hon skapade också den quiltade väskan Chanel 2.55 som än idag representerar Chanel. Väskan lanserades i februari år 1955, därav namnet. Coco dog 1971.
Från 1983 fram till sin död den 19 februari 2019 har Karl Lagerfeld varit chefsdesigner. Han drev det framgångsrika modehuset med två haute couture- och två prêt-à-porter-kollektioner per år.
Modehuset Chanels välkända logga, två stora C som överlappar varandra, står för hennes smek- och efternamn Coco Chanel. 
Coco Chanel skapade 1921 en parfym som heter Chanel No. 5 som anses som en klassisk damparfym. Försäljningen ökade markant 1953 då Marilyn Monroe fick frågan vad hon hade på sig när hon sov och svarade hon att hon bar "två droppar Chanel No. 5".
På 1920- och 1930-talen formgav den sicilianske hertigen och juveleraren Fulco di Verdura de kännetecknande breda armband med malteserkors som förknippas med modehuset. Chanel är numera mycket dyrt och oerhört känt. Chanels huvudkonkurrenter är Dior, Gucci och Armani.